# Francisco Tomás Morales
Francisco Tomás Morales (* 20. Dezember 1781 oder 1783 in Carrizal de Agüimes auf Gran Canaria; † 5. Oktober 1845 in Las Palmas de Gran Canaria) war ein spanischer Offizier während der venezolanischen Unabhängigkeitskriege.

## Leben
Morales emigrierte 1804 nach Venezuela und ließ sich als Inhaber einer Taverne in Píritu nieder. Obwohl durch Heirat den Patrioten nahestehend, schloss er sich 1813 den Royalisten unter José Tomás Boves an und stieg bald zu dessen Stellvertreter auf. Während Boves die Reiter befehligte, führte Morales die Infanterie. Als Kommandeur einer Abteilung wurde er im Februar 1814 beim Marsch auf Caracas von dem republikanischen General José Félix Ribas geschlagen. Er war zu diesem Zeitpunkt Teil der einmonatigen Belagerung des Anwesens von Simón Bolívar bei San Mateo durch Boves' Llaneros. Kurz darauf kämpfte er in der Schlacht von Bocachica gegen das Entsatzheer aus Ostvenezuela unter Santiago Mariño, das mit seinem Sieg die Belagerung von San Mateo sprengte.
Nach der Niederlage von Bolívar und Mariño in der zweiten La Puerta-Schlacht (in dieser Schlucht im Küstengebirge zwischen den Ebenen im Süden und der Zentralregion befindet sich auch Bocachica) zerbrach Bolívars Zweite Republik. Bei der dadurch ausgelösten Fluchtwelle der Patrioten Richtung Osten im August führte Morales eine der verfolgenden Abteilungen, die auch vor Zivilisten nicht haltmachte. Er war an führender Stelle nach der Verzögerungsschlacht von Aragua de Barcelona an der Ermordung Tausender Geflüchteter beteiligt. Als sein Befehlshaber Boves im Dezember 1814 an der letzten Schlacht des Feldzugs bei Urica fiel, ließ er sich selbst zum Kommandeur der royalistischen Truppen ernennen. In der Folge widmete er sich der Jagd auf Patrioten, vor allem östlich von Caracas. 1815 wurde er in die spanischen Expeditionstruppen unter Pablo Morillo integriert. Wegen seiner Kriegsverbrechen wurde er zwar von einem Militärgericht verurteilt, da Morillo jedoch dringend Befehlshaber mit Geländekenntnis benötigte, blieb er nur wenige Monate in Haft. Mit dem Kommando über eine größtenteils aus Venezolanern bestehenden Division zog er über Land nach Cartagena des Indias, um an der dortigen Belagerung teilzunehmen.
Im folgenden Jahr war Morales mit der Sicherung der Zentralregion in Venezuela betraut. In dieser Funktion besiegte er im Juli Carlos Soublette bei Los Aguacates, den Bolivar bei seiner ersten Landung in Ocumare de la Costa, unterstützt mit Waffen und Truppen aus Haiti, vorausgeschickt hatte. Da Bolívar danach das Weite suchte, führte Gregor MacGregor die geschlagenen Patrioten nach Ostvenezuela. Im September besiegten diese Truppen Morales unter dem Befehl des in Ostvenezuela zurückgebliebenen Manuel Piar nahe Barcelona (Schlacht von El Juncal). Diese Niederlage führte zu seiner Ablösung vom Kommando der spanischen Division, welches Pascual Real übernahm. Morales blieb in dieser Division und kämpfte in einer Reihe von Schlachten.
So nahm er 1818 an Morillos Feldzug gegen Bolívars erfolglose Campaña del Centro teil. Im folgenden Jahr wurde er beim Apure-Feldzug, wie Morillo, von der Ablenkung für Bolívars Neugranada-Feldzug über dessen wahre Absichten getäuscht. Nach dem durch den Waffenstillstand von 1820 ruhigen Jahr, wurde er 1821 für seine Aktionen im Raum Calabozo zum Generalmajor befördert und war später in der entscheidenden Schlacht von Carabobo. 1822 unternahm er von Puerto Cabello aus einen verheerenden Feldzug im Westen Venezuelas nach Bolívars Abreise in die südlichen Länder. Dabei besiegte er, unter anderem, Soublette in der Schlacht von Dabajuro, was ihm den Weg zur Einnahme Maracaibos ebnete. Durch den Weggang von Morillos Nachfolger Miguel de la Torre wurde er zum letzten Befehlshaber der Spanier in Venezuela ernannt. Bis zu seiner endgültigen Niederlage als Folge der Seeschlacht auf dem Maracaibo-See im Juli 1823, bedrohte er die Unabhängigkeit von Großkolumbien und beging weitere Kriegsverbrechen in der von ihm kontrollierten Zone. In der Kapitulation vom August setzte Morales die Ausreise seiner Soldaten und Privilegien für sich durch und kehrte über Kuba nach Spanien zurück. 1827 wurde er zum Generalkommandanten der Kanarischen Inseln und Präsidenten der Real Audiencia ernannt. 1837 zog er sich ins Privatleben zurück.